# باتريسيا كوندي
باتريسيا كوندي (بالإسبانية: Patricia Conde)‏ هي ممثلة مكسيكية، ولدت في 29 مايو 1945 في مدينة مكسيكو في المكسيك.

## وصلات خارجية
- باتريسيا كوندي على موقع IMDb (الإنجليزية)